# Mechelen (stacja kolejowa)
Mechelen – stacja kolejowa w Mechelen, w Flandrii, w Belgii. Stacja została otwarta 5 maja 1835.